# Zalucie (rejon kowelski)
Zalucie (ukr. Залюття) – wieś na Ukrainie w rejonie kowelskim, obwodu wołyńskiego. Liczy 480 mieszkańców.
Do 2020 w rejonie starowyżewskim.